# Мюнх, Ганс (дирижёр)
Ганс Мюнх (нем. Hans Münch; 9 марта 1893, Мюлуз — 7 сентября 1983, Базель) — швейцарский дирижёр.

## Биография
Родом из разветвлённой эльзасской музыкальной семьи; двоюродный брат Шарля Мюнша. Учился у Альберта Швейцера, в свою очередь учившегося у его дяди Эрнста Мюнха (1859—1928).
С 1912 года обосновался в Базеле, в дальнейшем принял швейцарское гражданство. В 1922—1926 годах — руководитель Базельского Баховского хора. В 1925—1977 годах — руководитель Базельского певческого общества. Преподавал в Базельской консерватории, в 1935—1947 годах — её директор.
Автор симфонии (1951), Симфонических импровизаций (1971), различных хоровых сочинений.